# Arzneipflanze des Jahres
Die Arzneipflanze des Jahres wird seit dem Jahr 1999 jährlich durch den interdisziplinären Studienkreis Entwicklungsgeschichte der Arzneipflanzenkunde am Institut für Geschichte der Medizin der Universität Würzburg ausgerufen. Bekannte Wissenschaftler, die diesem Gremium angehören bzw. angehörten sind u. a. Franz-Christian Czygan (Initiator), Johannes Gottfried Mayer und Bernhard Uehleke. 2012 wurde gemeinsam mit dem World Wide Fund For Nature (WWF) eine Pflanze gekürt. Für 2020 beteiligten sich erstmals das Deutsche Medizinhistorische Museum (Ingolstadt), das Deutsche Apotheken-Museum (Heidelberg) sowie der 2018 eingerichtete Lehrstuhl für Aroma- und Geruchsforschung an der Universität Erlangen.
Bereits in den Jahren 1987 bis 1989 wurde durch den Verband Deutscher Drogisten (VDD) eine Arzneipflanze des Jahres ausgerufen.
Die Auswahl der Arzneipflanze des Jahres soll die Bedeutung der Pflanzen in der Medizin und ihre pharmazeutische Nutzung betonen.

## Bisherige Arzneipflanzen des Jahres
| Jahr      | Deutscher Name           | Wissenschaftlicher Name | Familie                  | Abbildung                       |
| --------- | ------------------------ | ----------------------- | ------------------------ | ------------------------------- |
| 1987      | Echte Kamille            | Matricaria chamomilla   | Korbblütler              | 1987 Echte Kamille              |
| 1988      | Zitronenmelisse          | Melissa officinalis     | Lippenblütler            | 1988 Zitronenmelisse            |
| 1989      | Knoblauch                | Allium sativum          | Amaryllisgewächse        | 1989 Knoblauch · 1989 Knoblauch |
| 1990–1998 | –                        | –                       | –                        |                                 |
| 1999      | Echter Buchweizen        | Fagopyrum esculentum    | Knöterichgewächse        | 1999 Echter Buchweizen          |
| 2000      | –                        | –                       | –                        |                                 |
| 2001      | Echte Arnika             | Arnica montana          | Korbblütler              | 2001 Echte Arnika               |
| 2002      | Stechender Mäusedorn     | Ruscus aculeatus        | Spargelgewächse          | 2002 Stechender Mäusedorn       |
| 2003      | Artischocke              | Cynara cardunculus      | Korbblütler              | 2003 Artischocke                |
| 2004      | Pfefferminze             | Mentha x piperita       | Lippenblütler            | 2004 Pfefferminze               |
| 2005      | Gartenkürbis             | Cucurbita pepo          | Kürbisgewächse           | 2005 Gartenkürbis               |
| 2006      | Echter Thymian           | Thymus vulgaris         | Lippenblütler            | 2006 Echter Thymian             |
| 2007      | Echter Hopfen            | Humulus lupulus         | Hanfgewächse             | 2007 Echter Hopfen              |
| 2008      | Gewöhnliche Rosskastanie | Aesculus hippocastanum  | Seifenbaumgewächse       | 2008 Gewöhnliche Rosskastanie   |
| 2009      | Fenchel                  | Foeniculum vulgare      | Doldenblütler            | 2009 Fenchel                    |
| 2010      | Gemeiner Efeu            | Hedera helix            | Araliengewächse          | 2010 Gemeiner Efeu              |
| 2011      | Passionsblume            | Passiflora incarnata    | Passionsblumengewächse   | 2011 Passionsblume              |
| 2012      | Süßhölzer                | Glycyrrhiza             | Hülsenfrüchtler          | 2012 Süßhölzer · 2012 Süßhölzer |
| 2013      | Große Kapuzinerkresse    | Tropaeolum majus        | Kapuzinerkressengewächse | 2013 Große Kapuzinerkresse      |
| 2014      | Spitzwegerich            | Plantago lanceolata     | Wegerichgewächse         | 2014 Spitzwegerich              |
| 2015      | Echtes Johanniskraut     | Hypericum perforatum    | Johanniskrautgewächse    | 2015 Echtes Johanniskraut       |
| 2016      | Echter Kümmel            | Carum carvi             | Doldenblütler            | 2016 Echter Kümmel              |
| 2017      | Saat-Hafer               | Avena sativa            | Süßgräser                | 2017 Saat-Hafer                 |
| 2018      | Gewöhnlicher Andorn      | Marrubium vulgare       | Lippenblütler            | 2018 Gewöhnlicher Andorn        |
| 2019      | Weißdorne                | Crataegus               | Rosengewächse            | 2019 Zweigriffeliger Weißdorn   |
| 2020      | Echter Lavendel          | Lavandula angustifolia  | Lippenblütler            | 2020 Echter Lavendel            |
| 2021      | Myrrhenbaum              | Commiphora myrrha       | Balsambaumgewächse       | 2021 Myrrhenbaum                |
| 2022      | Mönchspfeffer            | Vitex agnus-castus      | Lippenblütler            | 2022 Mönchspfeffer              |
| 2023      | Echter Salbei            | Salvia officinalis      | Lippenblütler            | 2023 Echter Salbei              |
| 2024      | Blutwurz                 | Potentilla erecta       | Rosengewächse            | 2024 Blutwurz                   |
| 2025      | Gemeine Schafgarbe       | Achillea millefolium    | Korbblütler              | 2025 Gemeine Schafgarbe         |

## Belege
1. 1 2  Fenchel: Arzneipflanze des Jahres 2009. Meldung im Informationsdienst Wissenschaft, 23. Dezember 2008.
2. ↑  Eine Arzneipflanze ist mehr als eine verunreinigte Chemikalie. Nachruf auf Franz-Christian Czygan
3. ↑  Süßholz ist Arzneipflanze des Jahres 2012.
4. ↑  Süßholz ist Arzneipflanze des Jahres 2012. In: iwd-online.de. Julius-Maximilians-Universität Würzburg, 22. November 2011, abgerufen am 2. März 2022.
5. ↑  Rosskastanie ist Arzneipflanze des Jahres 2008 (Memento vom 6. Mai 2009 im Internet Archive). Meldung der Universität Würzburg, 21. November 2007
6. ↑  Wofür das Süßholzraspeln gut sein kann (Memento vom 17. November 2011 im Internet Archive) Fränkische Nachrichten, 14. November 2011.
7. ↑  Arzneipflanze des Jahres 2013: Große Kapuzinerkresse – Tropaeolum majus
8. ↑  Spitzwegerich Arzneipflanze des Jahres 2014 Deutsches Ärzteblatt, 26. September 2013.
9. ↑  Echtes Johanniskraut: Hochinteressant, aber schwierig. Pharmazeutische Zeitung, 7. Oktober 2014.
10. ↑  Kümmel ist Arzneipflanze 2016. Deutsche Apotheker Zeitung, 9. Oktober 2015.
11. ↑  Arzneipflanze des Jahres 2017: Echter Hafer – Avena sativa. Welterbe Klostermedizin, 25. Oktober 2016.
12. ↑  Arzneipflanze des Jahres 2018: Andorn – Marrubium vulgare. Welterbe Klostermedizin, 21. September 2017.
13. ↑  Arzneipflanze des Jahres 2019: Weißdorn – Crataegus. Welterbe Klostermedizin, 26. September 2018.
14. ↑  Arzneipflanze des Jahres 2020: Echter Lavendel – Lavandula angustifolia. Welterbe Klostermedizin, 7. November 2019.
15. ↑  Arzneipflanze des Jahres 2021: Myrrhenbaum - Commiphora myrrha. Welterbe Klostermedizin, 18. November 2020.
16. ↑  Arzneipflanze des Jahres 2022: Mönchspfeffer, Keuschlamm - Vitex agnus-castus, Welterbe Klostermedizin, abgerufen am  7. Januar 2022.
17. ↑  Die Blutwurz ist Arzneipflanze des Jahres 2024. In: Ärzte Zeitung, 1. Januar 2024.
18. ↑  Arzneipflanze des Jahres 2025 – Die Schafgarbe (Achillea millefolium L. s.l.), Institut für Pharmazeutische Biologie und Phytochemie, Uni Münster.
19. ↑  Arzneipflanze des Jahres 2025: Gemeine Schafgarbe - Achillea millefolium, Forschergruppe Klostermedizin.